# Blå Tåget (åkattraktion)

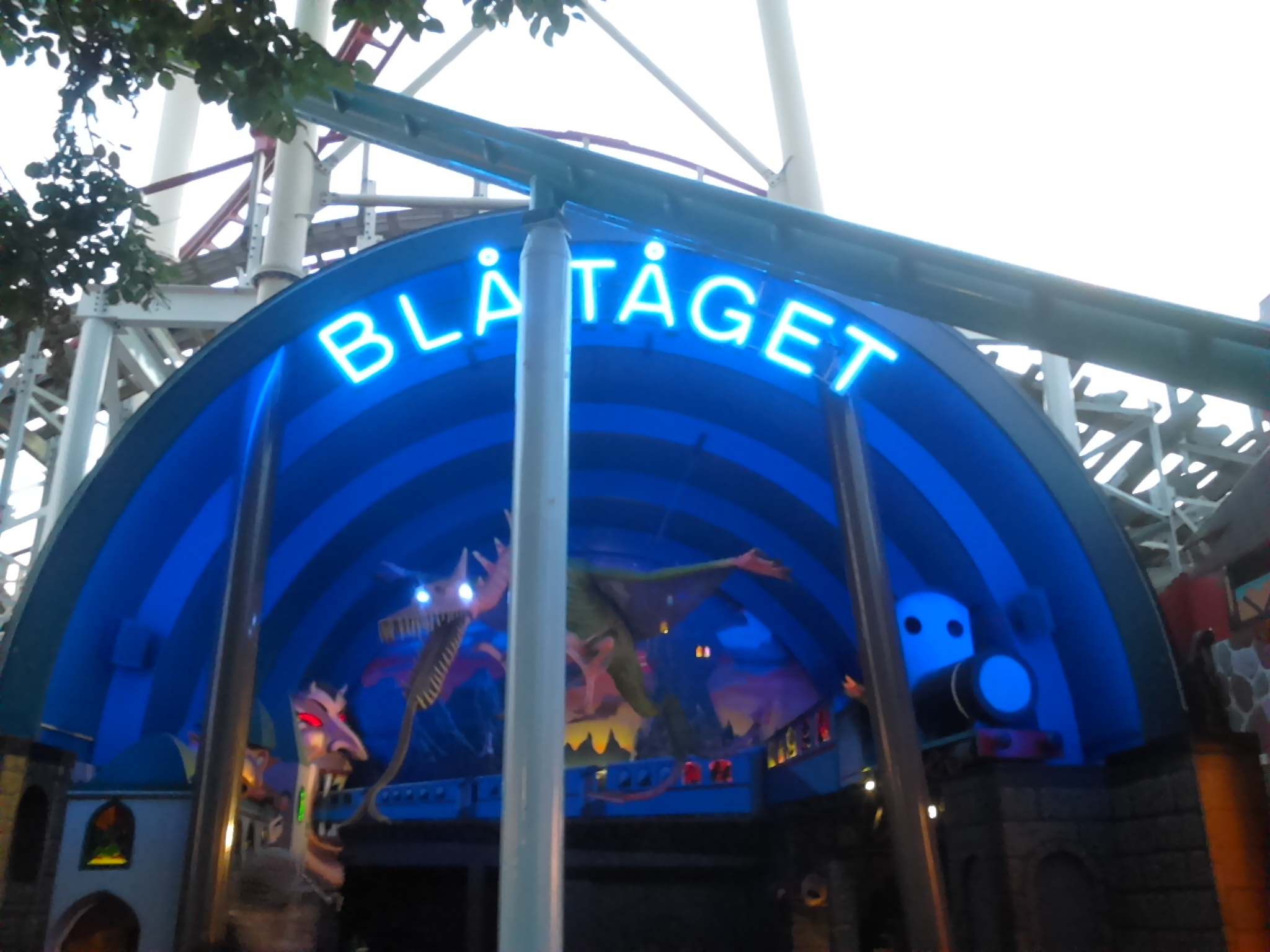
Blå Tåget 2015.

Blå Tåget är en åkattraktion på Gröna Lund, först skapad 1935 men ombyggd 1980–1982 och åter år 2010–2011.

## Attraktionens historia

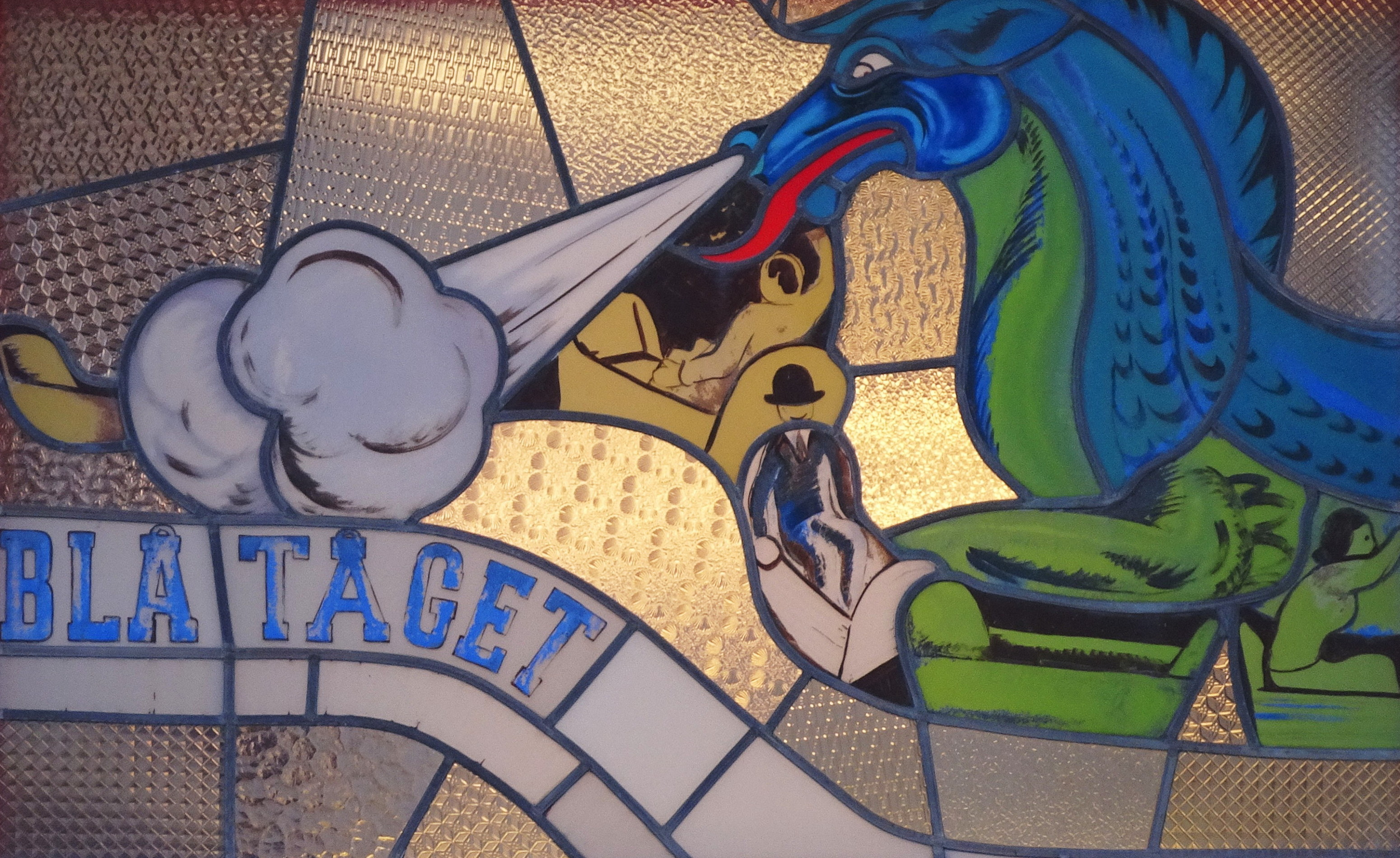
Blå Tåget i Armand Rossanders konstglasfönster från 1942 på Grönan.

År 1932 kom Skräckexpressen, Gröna Lunds första attraktion av typen "spöktåg". Den var byggd i trä, och totalförstördes i en brand 1935. Den återuppstod samma år som Blå Tåget. 
År 1967 ersattes Blå Tåget av Spökliften. I stället för vagnar satt man i liftstolar, men attraktionen blev aldrig någon framgång. År 1982 uppstod Blå Tåget ännu en gång, som ett spöktåg. Den nya attraktionen var tillverkad av Zierer och har sedan dess haft 350 000 åkare per år. Inne i tåget stötte man på diverse monster och djur. Bland dessa kan nämnas en gorilla, en drake, en fladdermus, ett tutande lok på kollisionskurs mot resenären, samt en nedfallande hylla med tallrikar.
År 2010 byggdes attraktionen om igen. Detta berodde dels på att byggnaden var gammal, dels på att plats skulle lämnas åt berg- och dalbanan Twister. År 2011 stod Twister och nya Blå Tåget klara, byggda av Gosetto. Blå Tåget fungerar numera även som en betongbunker för att Twister skulle ställas på dess tak. Några skulpturer, framförallt på utsidan av attraktionen återanvändes från 1982 års version. Det tutande loket och tallrikshyllan från 1982 års version används fortfarande inne i attraktionen tillsammans med nya monster och installationer. De flesta monstren är designade av Magnus Sörman som även stod för designen av 1982 års version. Han har även designat figurerna i Kärlekstunneln. Blå Tågets nya vagnar tar fyra personer per vagn, till skillnad från 1982 års vagnar som tog två personer. Vagnarna är inspirerade av de som fanns på versionen från 1935, men är större än dessa.